# 贾格拉奥恩
贾格拉奥恩（Jagraon），是印度旁遮普邦Ludhiana县的一个城镇。总人口60106（2001年）。

## 人口
该地2001年总人口60106人，其中男性31722人，女性28384人；0—6岁人口6863人，其中男3764人，女3099人；识字率68.25%，其中男性为71.28%，女性为64.86%。